# Melo
Melo je město v Uruguayi. Leží na severovýchodě státu a je sídlem departementu Cerro Largo. Při sčítání lidu v roce 2011 mělo město 51 830 obyvatel. Je tak devátým největším městem Uruguaye z hlediska počtu obyvatel. Melo se nachází v centrální části departementu Cerro Largo. Je vzdálené přibližně 60 km od hranic s Brazílií a 368 km severovýchodně od hlavního města Montevideo.
Melo bylo založeno v roce 1795. Od počátku mělo město hlavně vojenský význam, protože zde byla přítomna vojenská posádka a také město samotné založili vojáci. Melo však bylo několikrát obsazeno brazilským vojskem. Městem bylo prohlášeno v roce 1895.